# Danis Civil
Danis Civil, ofta benämnd enbart Dany, född 3 maj 1988, är en fransk dansare specialiserad inom breakdance.

## Karriär
Vid OS 2024 tog Dany silver i breakingklassen B-Boys.